# Zoste patrikia
Zoste patrikia var titeln för kejsarinnans främsta hovdam i det bysantinska riket.
Zoste patrikia var den enda kvinna vid det bysantinska hovet som hade en formell anställning som hovdam.  De bysantinska kejsarinnorna var inte avskilda från umgänge med män utan medverkade i offentliga ceremonier, men en viss tendens till könssegregation existerade vid det kejserliga hovet liksom i det bysantinska samhället i stort, och kvinnorna vid hovet förväntades gärna hålla sig till kvinnoavdelningen (gynaikonitis), där de höll sina egna ceremonier och mottagningar separat från män.
Kejsarinnans hushåll innehöll åtminstone tusen personer, men av dessa var nästan alla av de övre ämbetena (ovanför de rena tjänarna) besatta av män, som helst men inte enligt regel skulle vara eunucker.  De kvinnor som i dagligt tal kallades för och fungerade som kejsarinnans hovdamer, (zostai) var inte formellt anställda utan tjänstgjorde informellt i egenskap av hustrur till kejsarens manliga hovfunktionärer, och bar då sina makars rang och titel i feminin form: den hovdam som kallades magistrissai var hustru till magistros, och så vidare. 
Zoste patrikia var däremot formellt anställd som hovdam och den enda kvinna med en högre befattning vid hovet. Hon var chef för kejsarinnans kvinnliga hushåll (sekreton tōn gynaikōn) och hade överinseende över kvinnorna i hennes uppvaktning. Hon medverkade i offentliga ceremonier vid kejsarinnans sida. Hon kom direkt efter kejsarinnan i rang vid hovet, och var den enda kvinnan av de sex ämbetshavarna vid hovet som åt tillsammans med den kejserliga familjen. Hon var ofta en släkting till kejsarinnan. Det fanns ibland flera Zoste patrikia vid hovet, eftersom det ibland fanns flera kejsarinnor och var och en av dem hade sin egen uppvaktning. 